# Pondor
Pondor je naselje v Občini Tabor. 
Pondor je ravninsko naselje. Del naselja leži na terasi nad potokom Bolska, del pa ob magistralni cesti Celje - Ljubljana. Pondor obsega še zaselke Blate, Pusa in Gmajna.